# Carlo Gimach
Carlo Gimach (ur. 1651, zm. 1730) – maltański architekt, inżynier oraz poeta, aktywny w późnych latach XVII i wczesnych XVIII wieku. Podczas swej kariery pracował na Malcie, w Portugalii oraz Rzymie. Jest głównie znany z zaprojektowania „Palazzo Carniero” (dziś Zajazd Bawarski) w Valletcie, odnowienia klasztoru w Arouca w Portugalii, oraz przebudowy bazyliki św. Anastazji w Rzymie. Znany jest też z napisania kilku wierszy i innych prac literackich, lecz wszystkie one zaginęły, poza kantatą napisaną w roku 1714.

## Życiorys
Carlo Gimach urodził się 2 marca 1651 roku, jako syn Gio Paolo Gimacha, kupca, syna uchodźcy palestyńskiego, wychowywanego przez Giovanni Paolo Lascarisa, oraz jego żony Paoliny Sartre, córki francuskiego imigranta i maltańskiej szlachcianki. Był trzecim z sześciorga dzieci tej pary.

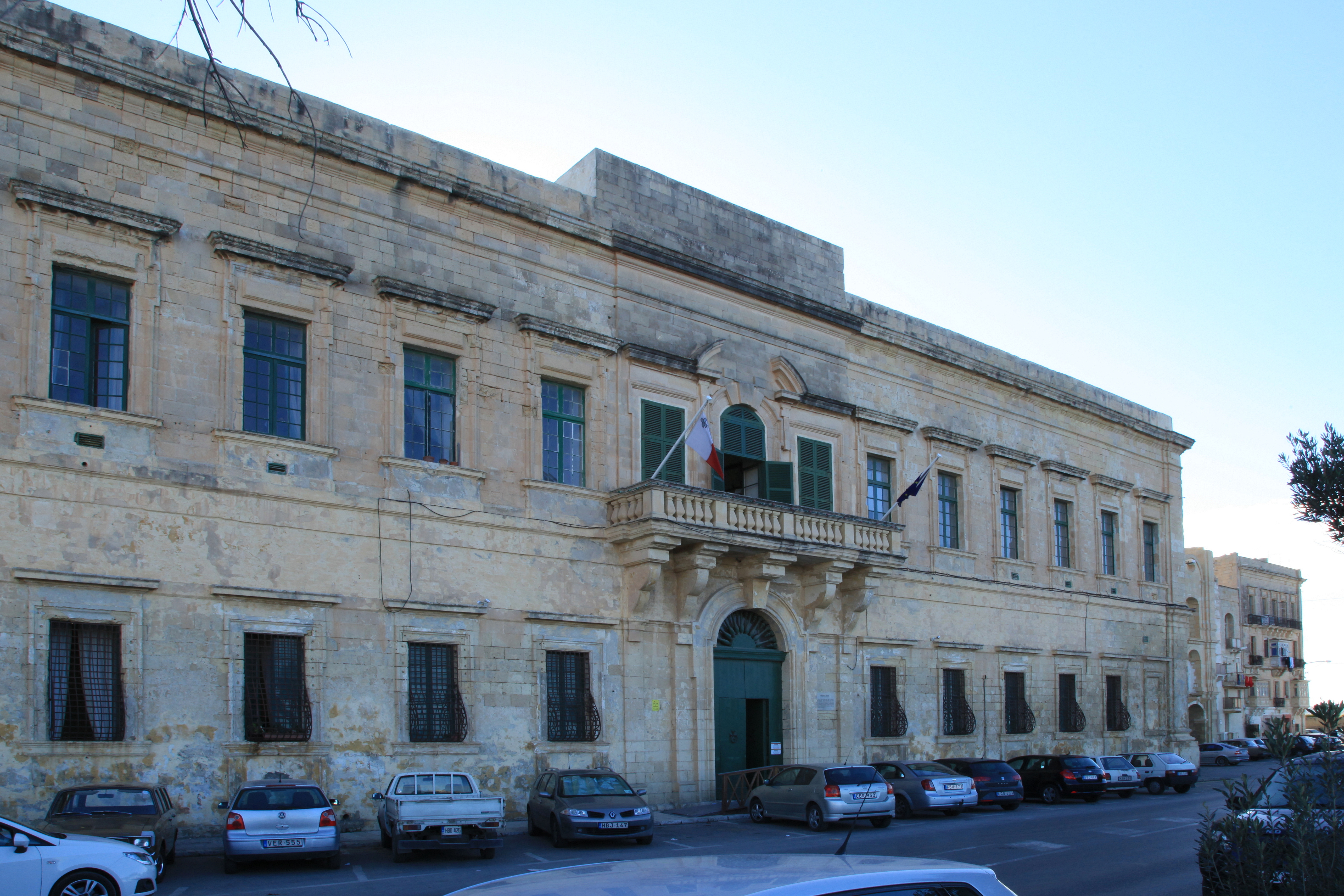
Palazzo Carniero w Valletcie, zaprojektowany przez Gimacha w 1696 roku

Gimach w latach 1670. studiował w Roman College, zanim powrócił do swojego miasta rodzinnego Valletty, gdzie stał się sławny ze swej znajomości architektury i literatury. Zaprojektował tam dwa olbrzymie pałace – Palazzo Correa w roku 1689 oraz Palazzo Carniero w 1696. Palazzo Correa został zniszczony w roku 1942, Palazzo Carniero wciąż istnieje, dziś znany jako Auberge de Bavière. Gimach również wykonał projekt małej stoczni na terenie Valletty, znanej jako il-Fossa.
W roku 1696 Gimach pojechał do Portugalii, gdzie dla swojego przyjaciela, rycerza Fra Antonio Correi de Sousa Montenegro, wykonał projekt ufortyfikowanego pałacu w prowincji Beira. Niestety pałac nie został nigdy ukończony z powodu śmierci Correi de Sousa, i pod koniec XVIII wieku był już w ruinie. Następnie Gimach pracował  dla House of Arronches, a później hrabiów St. John w Lizbonie oraz przy granicy z Hiszpanią. Około roku 1706 zaangażowany został do rekonstrukcji różnych zaniedbanych fortów przy granicy.
W roku 1707 Gimach został przedstawiony królowi Portugalii Janowi V przez Rodrigo Anes de Sá Almeida e Meneses, markiza Fontes, dla którego w tym czasie pracował. Rok później zaprojektował łuk triumfalny przed katedrą w Lizbonie, który został zamówiony przez Brytyjczyków, aby upamiętnić zaślubiny Jana V z Marią Anną Austriacką.
Gimach był następnie zatrudniony przy projektach budowlanych Jana V, odnowił klasztor Santa Maria de Salzedas w Salzedas oraz klasztor Cystersów w Arouca. Ta ostatnia praca jest jego najlepiej znaną w Portugalii.
Po wysłaniu w roku 1712 markiza Fontes do Rzymu jako portugalskiego ambasadora, Gimach pojechał z nim jako jego doradca artystyczny. Zamieszkał wtedy na kwaterze w Palazzo Spada. W roku 1718, w uznaniu zasług dla korony portugalskiej, Gimach mianowany został rycerzem portugalskiego Zakonu Chrystusa.

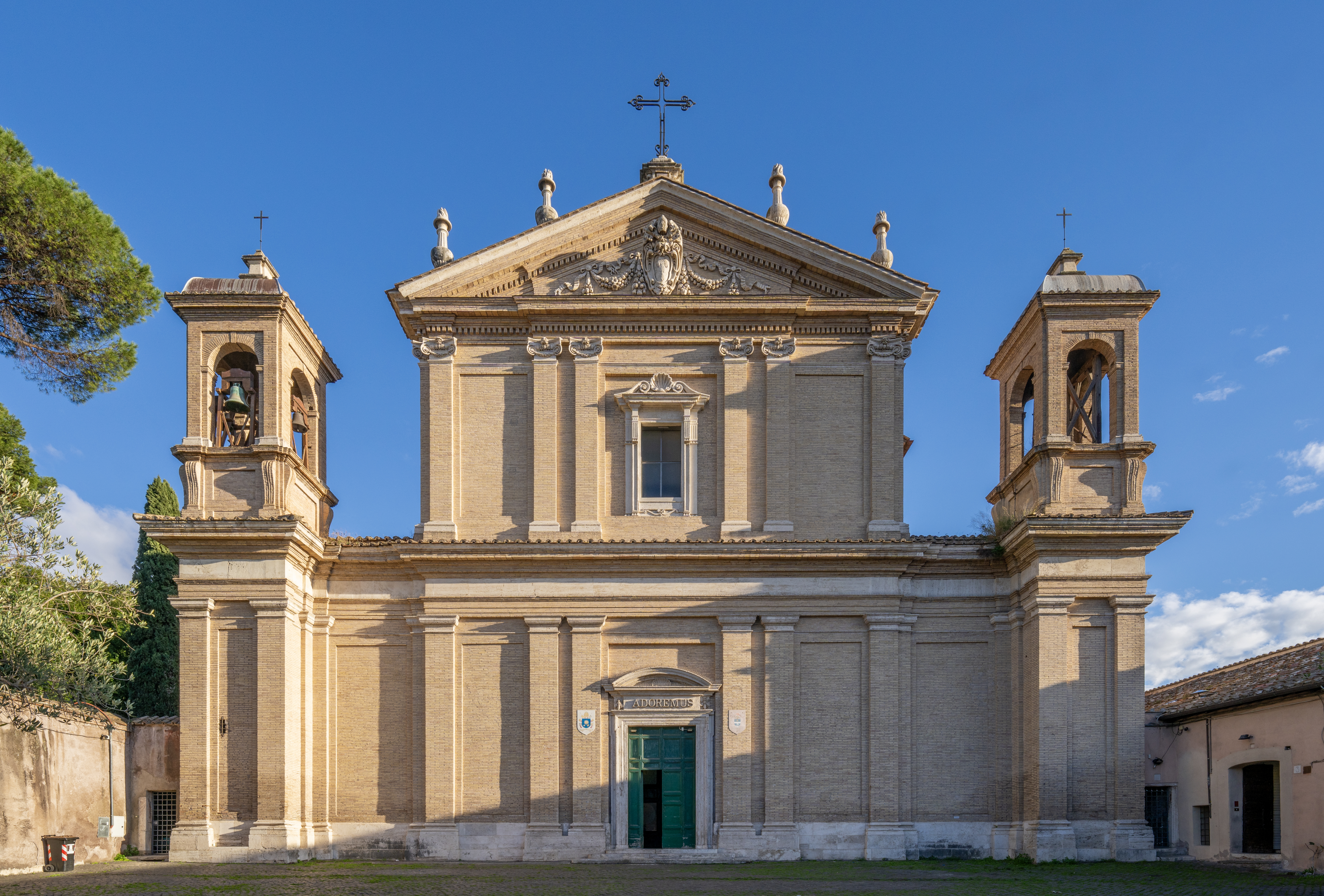
Gimach pochowany został w bazylice św. Anastazji na Palatynie, którą przebudowywał w latach 1721–22.

W roku 1721 Gimach został zatrudniony przez biskupa Nuno da Cunha e Ataíde do przebudowy bazyliki św. Anastazji w Rzymie; zbudował wtedy wewnątrz bazyliki, finansując z własnych pieniędzy, kaplicę św. Jerzego i św. Publiusza. Zmarł 31 grudnia 1730 roku w Rzymie, i został pochowany w tej kaplicy.
Carlo Gimach jest czasem błędnie określany również jako malarz, lecz jest on w tym przypadku mylony z Carlo Zimechem, księdzem i malarzem z Żebbuġ.

## Praca literacka
Gimach był uważany za człowieka o znacznych talentach literackich, pisał po łacinie oraz po włosku. Hrabia Gio Antonio Ciantar, jeden z przyjaciół Gimacha, napisał o nim w roku 1772 w książce Malta Illustrata:

„pisał różne wiersze, w większości po włosku, niektóre z nich czytał nam; jego styl jest przejrzysty; czasem satyryczny, lecz nigdy złośliwy"

Dziś przypuszcza się, że większość prac literackich Gimacha zaginęła; zachowały się jedynie dwie kopie kantaty Applauso Genetliaco, napisanej w roku 1714..

## Prace architektoniczne
Budynki zaprojektowane lub przebudowane przez Gimacha:
- Palazzo Correa, Valletta, Malta (1689)
- Renowacja Palazzo Tabria i polepszenie stanu okalającej go posiadłości, Ħal Far, Malta (1691–1692)
- Palazzo Carniero, Valletta, Malta (1696)
- Stocznia w Il-Fossa, Valletta, Malta (ok. 1696)
- Pałac dla Fra Antonio Correia de Sousa Montenegro, prowincja Beira, Portugalia (1696) – nie został ukończony
- Ukończenie i remont pałacu biskupiego oraz klasztoru św. Katarzyny de Ribara, Lizbona, Portugalia
- Rekonstrukcja fortyfikacji na granicy portugalsko–hiszpańskiej (ok. 1706)
- Łuk triumfalny przed katedrą w Lizbonie (1708)
- Renowacja klasztoru Santa Maria de Salzedas, Salzedas, Portugalia
- Renowacja klasztoru Cystersów, Arouca, Portugalia
- Odnowienie bazyliki św. Anastazji, Rzym (1721–1722)
- Renowacja Palazzo Malta, Rzym (lata 1720.)